# Mionium
Mionium (symbol Mu) – nazwa atomu egzotycznego zbudowanego z antymionu (μ+) i orbitującego wokół niego elektronu (e–). Mionium strukturą przypomina atom wodoru; antymion, którego masa jest 207 razy większa od elektronu, zajmuje w nim miejsce protonu. Ze względu na dużą różnicę mas cząstek mionium przypomina atom wodoru także pod względem energii jonizacji i promienia atomu w modelu Bohra. Stan podstawowy mionium ma energię -13,54 eV, bardzo bliską wartości -13,64 eV dla wodoru.
Mionium jest nietrwałe ze względu na rozpad antymionu na pozyton i dwa neutrina. Jego średni czas życia to 2,2 mikrosekundy. Jest on wystarczająco długi, żeby mionium było w stanie wchodzić w reakcje chemiczne i obecnie znanych jest kilka jego związków; pod względem chemicznym zachowuje się ono jak promieniotwórczy izotop wodoru. Do znanych związków należą:
- chlorek mionium (MuCl) — analog chlorowodoru (HCl),
- mionek sodu (NaMu) — analog wodorku sodu (NaH),
- mioniometan (CH3Mu) — metan z mionium podstawionym w miejscu atomu wodoru.